# Dorothy Round Little
Dorothy Edith Round Little (ur. 13 lipca 1908 w Dudley, zm. 12 listopada 1982 w Kidderminster) – brytyjska tenisistka.
Była liderką kobiecego tenisa brytyjskiego w latach 30., okresie dominacji słynnej Amerykanki Helen Wills Moody. Obok Kitty McKane Godfree jest jedyną Brytyjką, która dwukrotnie wygrywała Wimbledon w grze pojedynczej po I wojnie światowej.
Jej zwycięstwa na Wimbledonie miały miejsce w 1934 i 1937. W finale w 1934 pokonała Amerykankę Helen Jacobs 6:2, 5:7, 6:3. Drugie zwycięstwo Round Little, w 1937, przeszło do historii także polskiego tenisa. Finałowa rywalka Brytyjki, Jadwiga Jędrzejowska, prowadziła w decydującym secie już 4:1, by ostatecznie przegrać jednak 5:7 (cały mecz 6:2, 2:6, 7:5 dla Round).
W 1933 Round przegrała w finale Wimbledonu z Wills Moody 4:6, 8:6, 3:6. W tym samym roku dotarła do półfinału mistrzostw USA (uległa Jacobs). W 1935 wygrała grę pojedynczą w mistrzostwach Australii, ponadto triumfowała w wimbledońskim mikście trzykrotnie (1934 z Japończykiem Tatsuyoshi Miki, 1935 i 1936 z Fredem Perrym).
W latach 1931–1936 reprezentowała Wielką Brytanię w Pucharze Wightman. Była klasyfikowana w czołowej dziesiątce na świecie w latach 1933–1937 (jako nr 1 w 1934).
W 1986 jej nazwisko zostało wpisane do Międzynarodowej Tenisowej Galerii Sławy.